# Robin Ellacott
Robin Venetia Ellacott è un personaggio letterario, protagonista dei romanzi J. K. Rowling. È una deuteragonista.

## Descrizione
Robin è una ragazza sui trent'anni alta e formosa, con lunghi capelli biondo ramati e occhi grigio-azzurri. Ragazza dalla spiccata intelligenza, è dotata anche di una forte sensibilità che le consente di entrare molto facilmente in confidenza con le persone; ha inoltre un carattere forte, sincero e leale, nonché un animo conciliante e buono che la porta a scendere a compromessi e sopportare le ingiustizie che le capitano. Appassionata di automobili, ha una notevole destrezza nella guida, acquisita in seguito a un corso di guida avanzata frequentato da giovane. 

## Biografia
Robin Venetia Ellacott nasce a Masham, nello Yorkshire il 9 ottobre 1984 da Michael e Linda Ellacott; è la seconda di quattro figli e unica femmina. A 16 anni, alle superiori, conosce Matthew Cunliffe, col quale si fidanzerà nonostante il parere contrario della madre di lui. Si iscrive all'università e frequenta psicologia con l'intenzione di specializzarsi in criminologia; qui, durante il suo secondo anno, subisce una violenza sessuale da parte di un maniaco, da cui si salva fingendo di essere morta. La testimonianza di Robin si rivela decisiva per l'arresto del colpevole, ma la ragazza inizia a soffrire di agorafobia e lascia l'università. È in questo periodo che Robin inizia a nutrire la speranza di diventare una detective, e prende lezioni di guida acrobatica e autodifesa.
Nel 2010 si trasferisce a Londra per raggiungere Matthew, che vi lavora già da un anno; qui si affida a un'agenzia interinale grazie alla quale conosce il detective privato Cormoran Strike. Inizialmente lei sarà semplicemente la sua segretaria; pian piano l'uomo si accorgerà delle doti della ragazza e la coinvolgerà nelle indagini, con disappunto di Matthew, contrario al quel tipo di lavoro. Grazie a Robin, Strike risolverà il caso di Lula Landry, in seguito al quale assumerà la ragazza a tempo indeterminato.
In seguito alla proposta di matrimonio di Matt, i due organizzano le loro nozze, ma il loro rapporto viene messo in forse quando Robin scopre che Matt l'ha tradita per un periodo di un anno e mezzo con una compagna dell'università dopo che lei si era ritirata; inoltre la signora Cunliffe muore inaspettatamente, causando il rinvio del matrimonio a tempo indeterminato.
A seguito delle insistenze di Robin, Strike, dapprima riluttante, acconsentirà che la ragazza diventi la sua assistente. Grazie a lei risolve anche il caso di Owen Quine.
In seguito a questa vicenda Robin rimane ferita non gravemente, e Strike le regalerà un corso da detective. Nel 2011, alla fine del corso, Robin diventa la socia effettiva di Cormoran; nel corso del caso dello Squartatore di Shacklewell la ragazza è presa di mira dal criminale, che le spedisce una gamba mozzata e addirittura la aggredisce. In seguito a questo episodio e alla sua insubordinazione, Robin viene licenziata. Intanto, dopo una serie di crisi con Matthew, i due si sposano; Strike, nonostante il litigio furioso con Robin, presenzia alla cerimonia lasciando intendere di voler riprenderla con sé.
La gelosia di Matt e la sua insofferenza nei confronti del lavoro di Robin e del suo capo porteranno i due a una nuova crisi immediatamente successiva al loro matrimonio, che si protrae per tutto l'anno seguente; nel corso dell'indagine sull'omicidio di Jasper Chiswell, Robin inizierà a soffrire di attacchi di panico da disturbo da stress post-traumatico. Matt arriva a tradirla con la stessa amica e compagna di università con cui già aveva avuto una storia. Scoperto ciò lei lo lascia definitivamente. Grazie al lavoro di Robin, intanto, la ragazza e Strike identificano l'assassino, che riesce tuttavia a prenderla in ostaggio; grazie al suo sangue freddo, la ragazza riesce a resistere al panico fino all'arrivo di Strike, che la salva. I due, liberi da legami sentimentali, si avvicinano sempre di più in un rapporto molto ambiguo. Instaurerà un buon rapporto con lo scozzese Sam Barclay, ex soldato, nuovo collaboratore dell'agenzia.
Tra 2013 e 2014, mentre indaga assieme a Strike sul cold case della scomparsa di Margot Bamborough, Robin cerca di divorziare da Matt, il quale oppone resistenza allo scopo di incolparla della fine del loro matrimonio, dovuta a suo dire alla relazione illegittima tra lei e il suo capo. In seguito alla gravidanza della sua nuova fidanzata (ed ex amante) Sarah, Matt concederà il divorzio senza opposizioni. Intanto, anche grazie alle intuizioni di Robin, il caso viene risolto e il rapporto tra lei e Strike sembra intensificarsi. Nel 2015, mentre indaga sul caso legato al cartone animato Un cuore nero inchiostro, Robin si accorge di essere innamorata del suo socio, ma una serie di incomprensioni impedisce loro di intraprendere una relazione; al termine dell'indagine, Strike rinomina l'agenzia investigativa Ellacott & Strike, mentre la ragazza inizia a uscire con un agente di polizia, Ryan Murphy.
Nel 2016 Robin è protagonista di una pericolosa missione sotto copertura infiltrandosi nella setta Universal Humanitarian Church. Al termine di questa indagine, Strike per la prima volta ammette di essere innamorato a sua volta di lei.

## In altri media
Nella serie televisiva Strike, ispirata ai romanzi, in onda dal 2017 sulla BBC One, Robin è interpretata da Holliday Grainger.